# Minnen av ett krig
Minnen av ett krig (originaltitel: La Vie et rien d'autre) är en fransk film från 1989 i regi av Bertrand Tavernier, baserad på romanen Den döda arméns general från 1963 av den albanske författaren Ismail Kadare. Handlingen utspelar sig 1920 under första världskriget.

## Rollista i urval
- Philippe Noiret – major Dellaplane
- Sabine Azéma – Irène de Courtil
- Pascale Vignal – Alice
- Maurice Barrier – Mercadot
- François Perrot – Perrin
- Jean-Pol Dubois – André
- Daniel Russo – löjtnant Trévise
- Michel Duchaussoy – general Villerieux
- Frédéric Pierrot – Marcel
- Jean-Paul Comart – Fagot
- Pascal Elso – den blinde